# Trey Peaks
Die Trey Peaks umfassen drei Berggipfel im ostantarktischen Coatsland. Sie ragen bis zu 1180 m hoch westlich des Blaiklock-Gletschers und 3 km nördlich des Mount Homard in den Otter Highlands im Westteil der Shackleton Range auf.
Kartiert wurden sie 1957 von Teilnehmern der Commonwealth Trans-Antarctic Expedition (1955–1958) unter der Leitung des britischen Polarforschers Vivian Fuchs. Ihr deskriptiver Name ist angelehnt an die „Drei“ (englisch trey) beim Würfel- oder Kartenspiel.